# Rusova kapelica
Rusova kapelica (včasih imenovana tudi Francoska kapelica) nad Glinkom je bila postavljena v prvi polovici 19. stoletja v spomin na bitko med avstrijsko in francosko vojsko, ki se je odvijala 12. septembra 1813 med Šmarjem, Gumniščem in Škofljico. Francosko vojsko, ki je štela 6000 mož, so premagale bistveno šibkejše avstrijske čete iz regimenta Gradiških graničarjev, večinoma Hrvatov, ki jih je vodil polkovnik Bogdan Milutinović.
Kapelica stoji v vasi Zalog pri Škofljici, na grebenu vzhodno nad vasjo Glinek, po katerem poteka meja med občinama Škofljica in Grosuplje. Imenuje se po bližnji domačiji »Pri Rusu«. V notranjosti stoji velik lesen kip trpečega Kristusa (Ecce homo).
Kapelica je vpisana v Register nepremične kulturne dediščine.